# Solid Gold Hits
Albums de Beastie Boys
To the 5 Boroughs
(2004) The Mix-Up
(2007)
Solid Gold Hits est une compilation des Beastie Boys, sortie le 7 novembre 2005.
L'album s'est classé 23e au Top Digital Albums, 30e au Top R&B/Hip-Hop Albums et 42e au Billboard 200.

## Liste des titres
| No  | Titre                                        | Album original    | Durée |
| --- | -------------------------------------------- | ----------------- | ----- |
| 1.  | So What'cha Want                             | Check Your Head   | 3:37  |
| 2.  | Brass Monkey                                 | Licensed to Ill   | 2:39  |
| 3.  | Ch-Check It Out                              | To the 5 Boroughs | 3:11  |
| 4.  | No Sleep Till Brooklyn                       | Licensed to Ill   | 4:06  |
| 5.  | Hey Ladies                                   | Paul's Boutique   | 3:49  |
| 6.  | Pass the Mic                                 | Check Your Head   | 4:17  |
| 7.  | An Open Letter to NYC                        | To the 5 Boroughs | 4:13  |
| 8.  | Root Down                                    | Ill Communication | 3:32  |
| 9.  | Shake Your Rump                              | Paul's Boutique   | 3:18  |
| 10. | Intergalactic                                | Hello Nasty       | 3:30  |
| 11. | Sure Shot                                    | Ill Communication | 3:18  |
| 12. | Body Movin' (Fatboy Slim Remix)              | Inédit            | 4:09  |
| 13. | Triple Trouble                               | To the 5 Boroughs | 2:44  |
| 14. | Sabotage                                     | Ill Communication | 2:58  |
| 15. | (You Gotta) Fight for Your Right (To Party!) | Licensed to Ill   | 3:31  |

| 1. | RRNN (Straight Outta Shibuya) (featuring Takagi Kan) | To the 5 Boroughs | 2:57 |